# Prove
Prove je zapadnoslavenski bog kojeg navodi Helmold u djelu Chronica Slavorum kao boga aldeburške zemlje.